# Ahuatlán, Morelos
Ahuatlán är en ort i Mexiko.   Den ligger i kommunen Totolapan och delstaten Morelos, i den sydöstra delen av landet, 50 km söder om huvudstaden Mexico City. Ahuatlán ligger 1 965 meter över havet och antalet invånare är 632.
Terrängen runt Ahuatlán är bergig, och sluttar söderut. Runt Ahuatlán är det ganska tätbefolkat, med 144 invånare per kvadratkilometer. Närmaste större samhälle är Yautepec, 19,1 km sydväst om Ahuatlán. Trakten runt Ahuatlán består till största delen av jordbruksmark.